# Bigboy Matlapeng
Bigboy Josie Matlapeng (* 4. Februar 1958) ist ein ehemaliger botswanischer Marathonläufer.

## Sport
Matlapeng nahm an den Olympischen Sommerspielen 1984 in Los Angeles und 1988 in Seoul teil. Während er den Marathonlauf 1984 nicht beendete, konnte er den Marathonlauf in Seoul auf Platz 34 beenden. Bei den Commonwealth Games 1986 und 1990 kam er jeweils auf Platz 14.